# Linamarina
La linamarina è un glucoside cianogenico presente nelle foglie e radici di piante quali la manioca, il phaseolus lunatus e il lino comune. Una volta ingerita l'azione di enzimi e della flora intestinale può decomporla producendo acido cianidrico.